# Alex Kōnstantinou
Alexandros Kōnstantinou, detto Alex (in greco: Αλέξανδρος "Αλέξ" Κωνσταντίνου; Nicosia, 11 aprile 1992), è un calciatore cipriota, attaccante dell'AE Mouttagiaka.

## Palmarès

### Club

#### Competizioni nazionali
- Campionato cipriota: 1

APOEL: 2014-2015